# Cimosa

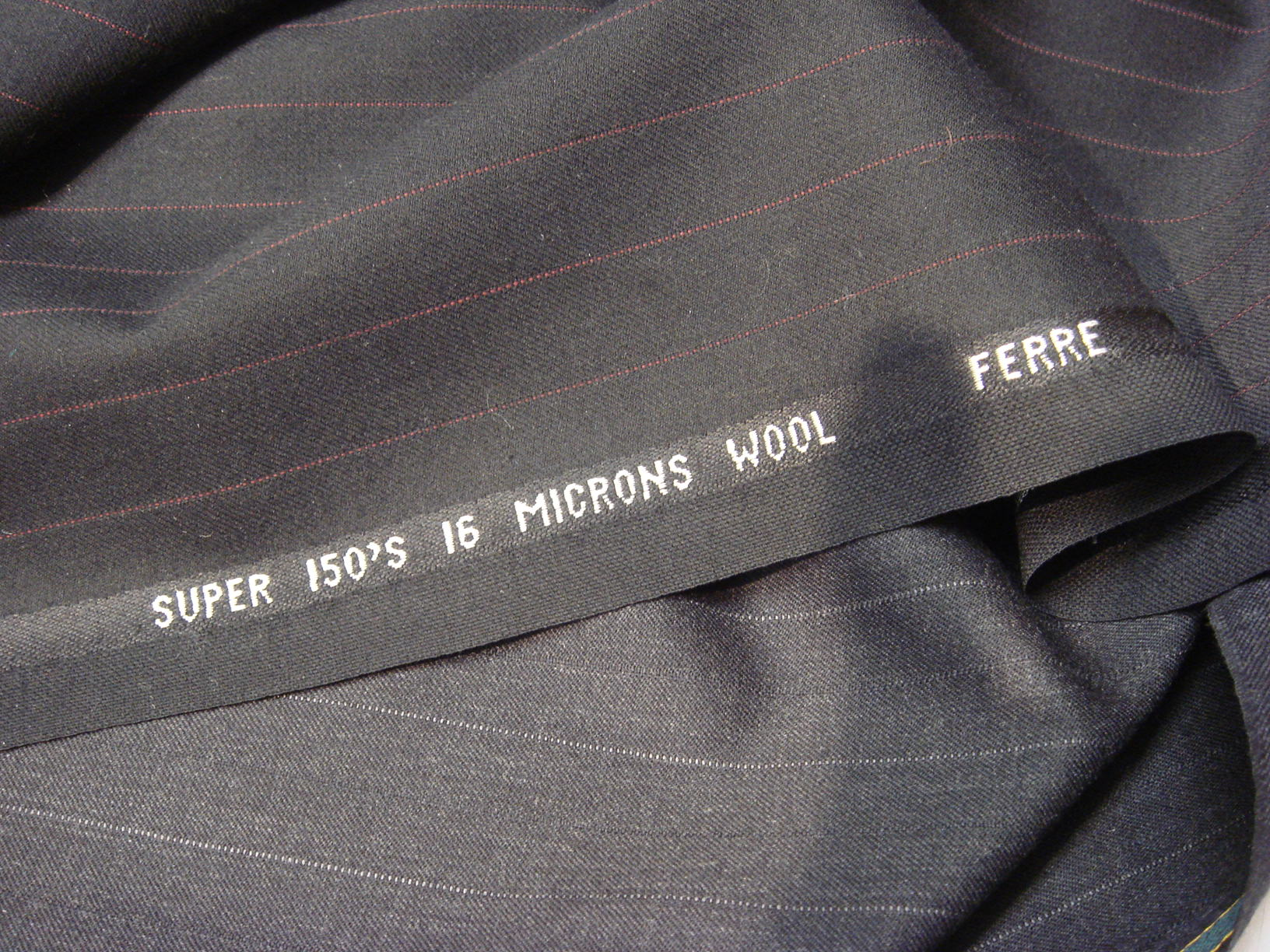
Cimosa parlante

La cimosa (meno comune: vivagno, non comune: cimossa, dal latino cimussa, di etimo incerto) è il bordo non tagliato di una pezza di tessuto, il lato destro e sinistro quando esce dal telaio. Si viene a creare sui bordi laterali di un ordito quando la navetta, dopo aver posto il filo di trama nel passo, ritorna sull'altro lato. La distanza tra una cimosa e l'altra si chiama altezza e corrisponde all'altezza (larghezza) effettiva della pezza di tessuto.

## Caratteristiche
- I fili d'ordito nei pressi del bordo esterno vengono raddoppiati per lo spazio di pochi centimetri per rendere la cimosa più resistente.
- L'armatura della cimosa può essere diversa da quella del tessuto, sempre per motivi di resistenza, su un tessuto operato sovente è a tela.
- In alcuni casi la cimosa è di colore differente, se il tessuto viene stampato rimane bianca.
- Quando risulta bucherellata da minuscoli fori, significa che è stato usato un tempiale per mantenere costante la larghezza del tessuto e impedirne il ritiro.

Tutte le precedenti condizioni fanno sì che la cimosa possa essere molto differente dal tessuto e quindi non sia utilizzabile in un lavoro di sartoria ma debba essere nascosta o tagliata.

## La cimosa parlante
Quando riporta scritte, sigle, marchi di fabbrica o altri segni convenzionali viene chiamata cimossa parlante; i segni possono essere tessuti o stampati con colore contrastante.

## Altri significati
Cimosa viene anche chiamato il cassino, o cancellino, un oggetto utilizzato per cancellare i segni di gesso dalla lavagna, in origine fatto con una cimosa arrotolata, poi generalmente realizzato in feltro.